# 현덕면
현덕면(玄德面)은 대한민국 경기도 평택시에 설치된 면이다.

## 개요
이 지역은 조선시대 수원군과 일부지역은 직산군에 속해 있다가 1914년 3월 1일 부령 제111호에 의거 진위군으로 편입할 때 수원군 가사면 광덕면 현암면 일원과 안회면 포내면 양승면의 일부를 병합하여 그중 면적이 넓은 ‘현암면’의 ‘현’자와 ‘광덕면’의 ‘덕’자를 따서 진위군 현덕면이라 개칭하였다.

## 법정리
- 권관리(權管里)
- 기산리(岐山里)
- 대안리(大安里)
- 덕목리(德睦里)
- 도대리(道垈里)
- 방축리(防築里)
- 신왕리(新旺里)
- 운정리(雲井里)
- 인광리(仁光里): 행정복지센터 소재지.
- 장수리(長水里)
- 화양리(華陽里)
- 황산리(黃山里)

## 교육
- 현덕초등학교
- 광덕초등학교

## 아파트
| 단지명                               | 주소                              | 시행사          | 건설사 | 입주               | 비고 |
| ------------------------------------ | --------------------------------- | --------------- | ------ | ------------------ | ---- |
| 힐스테이트 평택화양                  | 신한자산신탁㈜ 우먼건설㈜         | 현대엔지니어링  |        | 2026년 3월 (예정)  |      |
| 평택 푸르지오 센터파인               | 교보자산신탁㈜ ㈜디에이치화양개발 | 대우건설        |        |                    |      |
| 평택화양 서희스타힐스 센트럴파크 1차 | 평택화양스타힐스 지역주택조합     | 서희건설        |        |                    |      |
| 평택화양 동문 디이스트               | ㈜미르앤에셋                      | ㈜동문건설      |        | 2026년 11월 (예정) |      |
| 포레나 평택화양                      | 한국투자부동산신탁㈜ ㈜루리       | 한화㈜ 건설부문 |        | 2025년 11월 (예정) |      |
| 평택화양 휴먼빌 퍼스트시티           | 일신건영㈜                        | 일신건영㈜      |        | 2025년 8월         |      |
| 평택화양 신영지웰                    | 신영화양지구개발피에프브이㈜      | ㈜신영씨앤디    |        |                    |      |